# Полосатохвостый голубь
Полосатохвостый голубь (Patagioenas fasciata) — птица семейства голубиных.

## Описание
Полосатохвостый голубь — это самый крупный вид голубей в Северной Америке. Его длина от 35 до 39 см, вес от 250 до 450 г. По размерам соответствует сизому голубю. Половой диморфизм отсутствует.
Оперение серое, немного темнее на верхней части тела. Голова и нижняя часть тела имеют розовый отблеск, особенно у самцов. Брюхо светлое. Клюв и ноги жёлтого, а вершина клюва чёрного цвета. У взрослых птиц на затылке оперение имеет зеленоватый отблеск. Большинство подвидов имеют тёмную поперечную полосу на хвосте.

## Распространение
Полосатохвостый голубь живёт в высокогорьях на западной стороне американского континента, зимой он мигрирует на побережье. Ареал простирается от Британской Колумбии, Юты и Колорадо через Мексику и Центральную Америку до северной Аргентины.
Распространенная к югу от Коста-Рики форма иногда рассматривается в качестве собственного вида Patagioenas albilinea.

## Образ жизни
Голубь питается преимущественно семенами. Поиск корма проводит преимущественно на земле. Семена клёна и пиний, ягоды бузины и плоды дикого винограда и дикой вишни, а также насекомые составляют рацион питания птицы. Особое пристрастие у птиц к желудям.
В кладке обычно одно яйцо. Период высиживания составляет от 18 до 19 дней. Молодые птицы становятся самостоятельными через 4—5 недель. Вне периода инкубации птицы часто объединяются в стаи численностью до 50 особей.